# 기관지확장제
기관지확장제(bronchodilator, broncholytic, 후자는 때때로 분비 억제도 포함함)는 기관지와 세기관지를 확장하여 기도 저항을 감소시키고 폐로 가는 기류를 증가시키는 물질이다. 기관지확장제는 신체 내에서 자연적으로 발생하는 내인성이거나 일반적으로 흡입기의 형태로 호흡곤란을 치료하기 위해 투여되는 약물이다. 기관지확장제 치료는 폐쇄성 폐질환에서 가장 유용하며, 폐쇄성 폐질환 중에서는 천식과 만성 폐쇄성 폐질환이 가장 흔하다. 다소 논란의 여지가 있지만 세기관지염과 기관지확장증에 유용할 수 있다. 또한 제한성 폐질환에도 종종 처방되지만 중요성은 입증되지 않았다.
기관지확장제는 속효성(short-acting)이거나 지속성(long-acting)이다. 속효성 기관지확장제는 급성 기관지수축을 신속하게 완화한다. 지속성 기관지확장제는 증상을 조절하고 예방하는 데 도움이 된다. 주로 처방되는 세 가지 유형의 기관지확장제는 베타2 아드레날린 작용제(단시간 및 지속성), 항콜린제(단시간 및 지속성), 테오필린(지속성)이다.

## 속효성 β2아드레날린 작용제
속효성 β2 아드레날린 작용제는 천식 증상이나 재발을 신속하고 일시적으로 빠르게 완화하는 약물이다. 이러한 약물은 일반적으로 20분 이내에 효과가 나타나며 4~6시간 동안 효과가 지속된다. 흡입 약물은 갑작스럽고 중증이거나 새롭게 나타난 천식 증상을 치료하는 데 가장 좋다. 운동이나 찬 공기에 노출되기 15~20분 전에 복용하면 그 원인들로 인해 유발되는 천식 증상을 예방할 수도 있다. 살부타몰과 같은 일부 속효성 β 작용제는 폐에 특이적으로 작용한다. 이런 특이적인 약물은 β2 아드레날린 작용제라고 하며 비특이적 β 작용제(예: 에페드린, 에피네프린 등)이 β1 아드레날린 수용체에 작용하여 일으키는 원치 않는 심장 부작용 없이 기관지 경련을 완화할 수 있다. 속효성 β2 아드레날린 작용제를 규칙적으로, 또는 자주 복용해야 하는 환자는 속효성 약물을 자주 사용하는 것이 천식이 조절되지 않는다는 뜻일 수 있고, 따라서 일상적인 약물 복용 일정을 조정해야 할 수 있으므로 의사와 상담해야 한다. 

## 지속성 β2아드레날린 작용제
지속성 β2 아드레날린 작용제는 기관지 수축을 조절하고 예방하기 위해 일상적으로 복용하는 장기 복용 약물이다. 지속성 약물은 빠르게 사람을 구하기 위한 것이 아니다. 이러한 약물은 작용을 시작하는 데 시간이 더 오래 걸리지만 최대 12시간 동안 기도 수축을 완화할 수 있다. 일반적으로 항염증제와 함께 하루에 두 번 복용하며, 이를 통해 기도를 열고 특히 밤에 천식 증상을 예방한다. 
살메테롤과 포르모테롤이 지속성 β2 아드레날린 작용제의 예이다.

## 항콜린제
항콜린제에는 티오트로피움(스피리바)이나 이프라트로피움이 있다. 
티오트로피움은 만성 폐쇄성 폐질환(COPD)의 관리에 사용되는, 거의 24시간 동안 작용하는 지속성 항콜린성 기관지확장제이다.
흡입제로만 사용 가능한 이프라트로피움 브로민화물(ipratropium bromide)은 천식과 COPD의 치료에 사용된다. 이 약물은 속효성 항콜린제로서 폐 기능을 개선하고 증상이 있는 천식 환자의 악화 위험을 줄인다. 그러나 이미 진행 중인 천식 발작을 막지는 못한다. 단독으로 사용하면 천식 증상에 영향을 미치지 못하기 때문에 속효성 β2 아드레날린 작용제와 함께 사용하는 경우가 가장 많다. 구조 약물로 간주되지만 약효가 드는 데 1시간이 걸릴 수 있다. 이러한 이유로 급성 천식 치료에서는 이차적인 역할을 한다. 목구멍이 건조해지는 게 가장 흔한 부작용이다. 약이 눈에 닿으면 잠시 동안 시야가 흐려질 수 있다.
속효성 β2 아드레날린 작용제와 함께 항콜린제를 사용하면 급성 천식 악화가 있는 소아와 성인의 입원을 줄이는 것으로 나타났다.

## 그 외
경구나 주사로 투여 가능한 형태가 있는 테오필린은 천식 증상을 예방하는 지속성 기관지확장제이다. 테오필린은 메틸잔틴(카페인도 여기에 속함)에 속한다. 천식이 심하거나 조절하기 어려운 경우에 처방된다. 1일 1~4회 복용해야 하며, 복용을 놓쳐서는 안된다. 치료를 모니터링하고 용량 조절이 필요한 시기를 알기 위해 혈액 검사가 필요하다. 테오필린의 부작용으로는 구역질, 구토, 설사, 복통과 두통, 빠르거나 불규칙한 심장 박동, 근육 경련, 신경질적이거나 초조한 느낌, 과잉 행동 등이 있다. 이러한 증상은 약물 용량을 조절할 필요가 있다는 신호일 수 있다. 아래식도조임근을 이완시켜 위 식도 역류병(GERD)을 일으킬 수도 있다. 발작이나 궤양 치료제, 에리트로마이신을 함유한 항생제와 같은 일부 약물은 테오필린의 작용을 방해할 수 있다. 커피, 차, 콜라, 흡연, 바이러스성 질병은 모두 테오필린의 작용에 영향을 미치고 그 효과를 변화시킬 수 있다. 의사는 각 환자가 얼마나 약물을 필요로 하는지 복용량을 모니터링해야 한다.
또한 암페타민, 메스암페타민, 코카인과 같은 암페타민 유사한 작용 방식을 갖는 일부 각성제는 기관지 확장 효과가 있다. 따라서 이런 약물들은 효과적인 β2 -아드레날린 작용제가 없을 때는 천식에 자주 사용되었다. 그러나 지금은 기관지확장제로는 거의 사용되지 않는다.

## 일반적인 기관지확장제
기관지확장제는 속효성과 지속성으로 나뉜다. 속효성 기관지확장제는 기관지 수축을 즉시 완화하는 데에 사용하는 반면 지속성 기관지확장제는 예방 목적으로 주로 사용한다.
속효성 기관지 확장제에는 다음과 같은 약물들이 있다. 괄호 안은 상품명이다.
- 살부타몰 또는 알부테롤(Proventil 또는 Ventolin)
- 레보살부타몰/레발부테롤(Xopenex)
- 필부테롤(Maxair)
- 에피네프린(Primatene mist)
- 라세믹 에피네프린(Asthmanefrin, Primatene mist replacement)
- 에페드린(Bronkaid)
- 터부탈린

지속성 기관지 확장제에는 다음과 같은 약물들이 있다.
- 살메테롤(Serevent 또는 Seretide)
- 클렌부테롤(Spiropent)
- 포르모테롤
- 밤부테롤
- 인다카테롤

## 실험적 기관지확장제
연구원들은 폐 기도의 평활근 세포를 이완시키고 천식성 폐 조직의 기도를 여는 6000가지 화합물 중에서 TSG12라는 약물을 확인했다. TSG12는 기도 평활근 세포를 이완시키고 천식성 폐 저항을 감소시키는 특이적 transgelin-2(TG2) 작용제이다. 저자는 TSG12는 현재의 기관지확장제보다 독성이 없고 폐 저항을 줄이는 데 더 효과적이며 시간이 지나도 효과를 잃지 않고 천식을 치료하는 유망한 치료 접근법이 될 수 있다고 주장했다.